# Битка код Кротона
Битка код Кротона вођена је 204. године п. н. е. између римске и картагинске војске. Део је Другог пунског рата, а завршена је неодлучним исходом.

## Битка
Картагинска војска предвођена Ханибалом сукобила се са римском војском под Семпронијем Тудитаном и Публијем Лицинијем Красом. Последња је Ханибалова битка у Италији и одиграла се у време када је Ханибал, исцрпљен дугогодишњим ратовањем и због недостатка намирница, присиљен на повлачење у подручје Брутијума где је водио герилски рат. Сама битка завршена је без јасног победника. Две године касније Ханибал се повукао из Италије и супротставио се римској војсци у Северној Африци.